# Oceanospirillum linum
Oceanospirillum linum ist eine Bakterienart. Sie kommt im Meer in Küstennähe vor.

## Erscheinungsbild
Die Zellen von Oceanospirillum linum sind spiralförmig gewunden (helikal). Die Windungen der Helix sind rechtshändig. An beiden Polen befinden sich Büscheln von Flagellen, das Bakterium ist also bipolar polytrich begeißelt. Der Zelldurchmesser liegt zwischen 0,2 und 0,6 μm, die Länge ist stark variabel, sie kann zwischen 3,5 und 30,0 μm liegen. Unter der zytoplasmatischen Membran befindet sich an den beiden polaren Enden noch eine weitere Membran. Sie wird im englischen auch als polar membrane bezeichnet. Sie ist durch stabförmige Verbindungen an der Innenseite der Plasmamembran befestigt und befindet sich am häufigsten in der Region um die polaren Flagellen. Eine solche Membran wurde hauptsächlich in Gattungen von helikalen Bakterien, wie Spirillum, Campylobacter, Aquaspirillum, Ectothiorhodospira und Rhodospirillum gefunden.
Oceanospirillum linum kann, wie auch einige andere starre helikale Bakterien, in älteren Kulturen kokkoide Zellkörper bilden, die auch als "Mikrozysten" bezeichnet werden. Diese Zellform dominiert in Kulturen, die älter als 3–4 Wochen sind. Diese Zellen besitzen dünne Zellwände und ähneln Sphäroplasten (Zellen mit aufgelöster Zellwand, wo noch Mureinreste vorhanden sind) wie sie z. B. von der Bakteriengattung Flavobacterium gebildet werden. Die Mehrheit der in alten Kulturen vorhandenen kokkoidalen Zellkörper sind lebensfähig und können "keimen", wenn sie in ein frisches Medium gegeben werden. Die Keimung erfolgt durch unipolares oder bipolares Wachstum einer helikalen Zelle aus dem Kokkenkörper, wobei letzterer von der sich entwickelnden Zelle absorbiert wird.
Starkes Wachstum erfolgt in Medien die Malat und Succinat als Kohlenstoffquelle und Methionin als Stickstoffquelle enthalten. Nitrat wird von der Art nicht genutzt. Der Stamm OF3 unterscheidet sich von anderen Stämmen von O. linum, da er gut in Medien mit einer Vielzahl von alleinigen Kohlenstoffquellen und Ammoniumionen als Stickstoffquelle wachsen kann.

## Stoffwechsel
Oceanospirillum linum benötigt Sauerstoff, es ist aerob. Der Stoffwechselweg ist die Atmung mit Sauerstoff als terminalen Elektronenakzeptor. Die optimale Wachstumstemperatur ist 30 °C. Der Oxidase-Test verläuft positiv. Der Katalase-Test verläuft positiv oder schwach positiv. Nitrat wird nicht reduziert.
Der Indol-Test fällt negativ aus. Der Urease -Test verläuft negativ. Casein, Stärke, Hippurat und Äsculin werden nicht hydrolysiert. Oceanospirillum linum benötigt Natriumchlorid (NCl) für das Wachstum. Wachstum erfolgt bei Werten zwischen 0,5 und 8,0 % NaCl-Gehalt. Poly-β-hydroxybuttersäure (PHB) wird in Form von Granula gespeichert.

## Systematik
Im Jahr 1957 beschrieben die Wissenschaftler Williams und Rittenberg die zwei Arten Spirillum linum und Spirillum atlanticum. Basierend auf einem hohen Grad an phänotypischen Ähnlichkeiten und der DNA-Basen-Zusammensetzung wurden diese zwei Arten von dem Mikrobiologen Hylemon und Mitarbeitern im Jahr 1973  zu der einzigen Art Oceanospirillum linum zusammengefasst und damit die Gattung Oceanospirilliumgegründet. Oceanospirillum linum ist somit die Typusart dieser Gattung.
Die Art wird zu der Familie der Oceanospirillaceae gestellt. Diese Familie zählt zu der Klasse der Gammaproteobacteria.